# Philipp Schaller

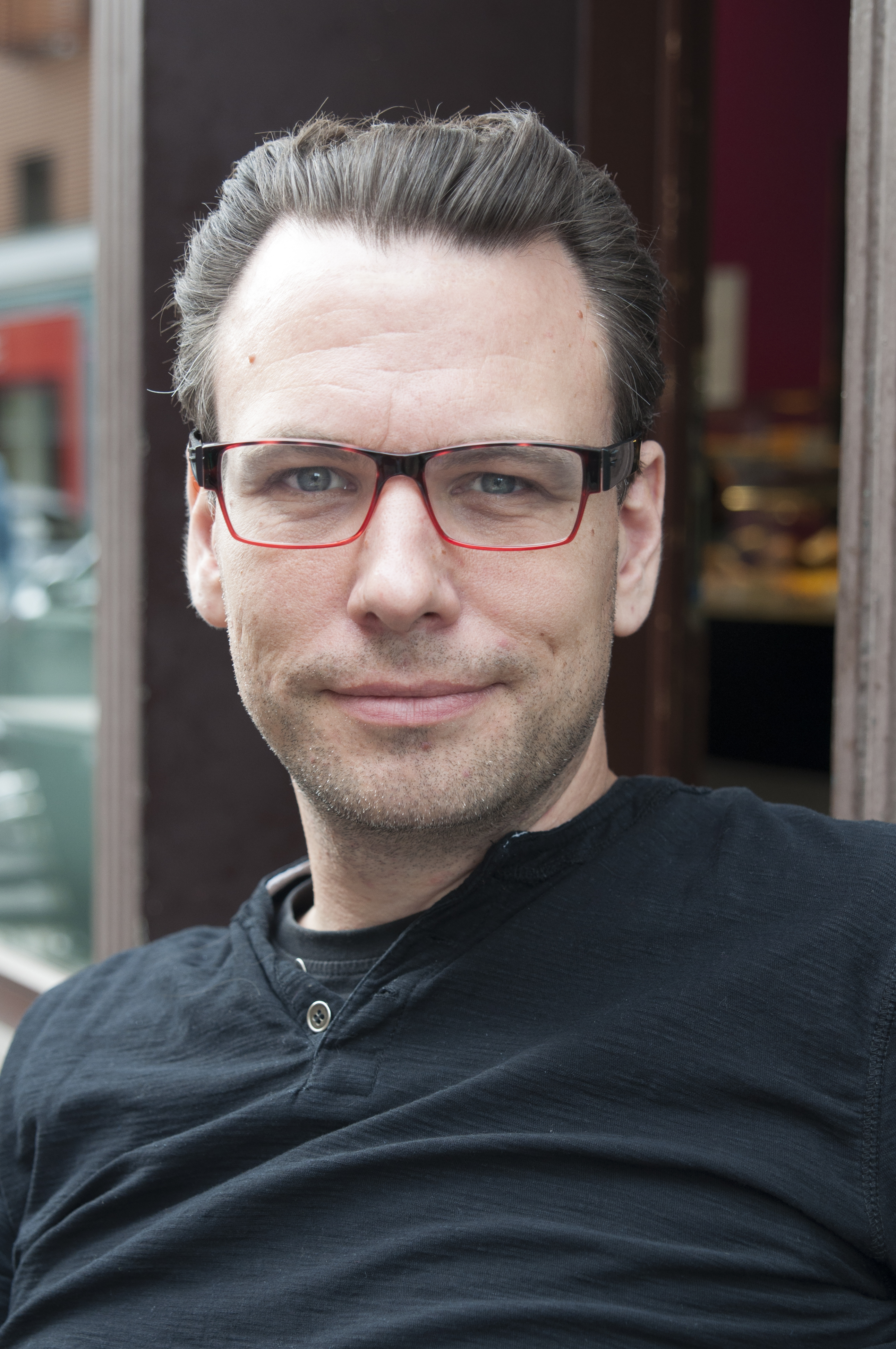
Philipp Schaller, Foto: Vivian Breithardt (2017)

Philipp Schaller (* 30. März 1978 in Dresden) ist ein deutscher Theater- und Kabarettautor und politischer Kabarettist.

## Leben
Philipp Schaller entstammt der sächsischen Kabarettistenfamilie Schaller: Sein Vater ist der Kabarettist Wolfgang Schaller. Er hat vier Geschwister, seine Schwester Ellen Schaller ist ebenfalls Kabarettistin.
Nach Abitur (1998) und Zivildienst (1999) studierte Schaller zunächst die Fächer Deutsch und Ethik auf Lehramt an der TU Dresden, welches er zugunsten der Praxisarbeit als Regieassistent an verschiedenen Dresdner Theatern (Projekttheater, Theaterkahn, Herkuleskeule) vorzeitig beendete. Im Jahr 2001 nahm er ein weiteres Studium an der Freien Universität Berlin in den Fächern Theaterwissenschaft und Philosophie auf.
Schaller lebt in Radebeul und hat zwei Kinder.

## Karriere
Noch während des Studiums entstanden erste Arbeiten Schallers als Autor, u. a. für die Berliner Kabarettistin Gisela Oechelhaeuser, mit der im Jahr 2000 die bis heute anhaltende enge Zusammenarbeit begann. Sie inszenierte auch die Uraufführungen seiner ersten Theaterstücke, Herr Zänker geht baden (2002) und Stöpsel, deine Heimat ist die Spüle (2007). Für Gisela Oechelhaeuser schrieb Philipp Schaller insgesamt sieben politische Kabarettprogramme. Darüber hinaus hat sie bei Schallers Soloprogramm Mit vollen Hosen sitzt man weicher (2017) Regie geführt.
Schaller schreibt satirische Texte u. a. für die Dresdner Herkuleskeule, die Leipziger Kabarettbühnen academixer, Pfeffermühle und Leipziger Funzel, die Erfurter Arche, das Hamburger Theaterschiff Das Schiff und die Berliner Distel; außerdem für viele Solokabarettisten, hauptsächlich für Erik Lehmann, Ellen Schaller und Michael Frowin.
Seit 1. Januar 2020 hat er die künstlerische Leitung des Kabaretts Herkuleskeule Dresden inne, für das er seit 2005 zahlreiche Kabarettabende mitentwickelt und schreibt.

## Zitate
Über Schaller: „Philipp Schaller macht Kabarett, das einen eine schlechte Welt besser aushalten lässt – notfalls mit ein bisschen Zynismus.“

„Ich stelle grade fest, dass wir Angst haben, ... andere Meinungen auszuhalten, aber wir müssen das schaffen, wenn wir zu besseren Lösungen kommen wollen. Gerade in der Flüchtlingsfrage: also die Linken haben genauso eine moralische Überheblichkeit wie die Rechten und das ist nicht mehr auszuhalten. Man hat ja den Eindruck, dass es in Deutschland nur noch die Nazis und die Gutmenschen gibt und niemanden mehr dazwischen. Damit versuche ich, natürlich auf eine sehr ironische, pointierte Weise, aufzuräumen.“

## Auszeichnungen
- 2014: Kleinkunstpreis der Stadt Aschersleben

## Werke als Autor

### Theater
- Flugangst. Monolog für eine Schauspielerin (UA 2001, Dresden)
- Herr Zänker geht baden. Satirisches Theaterstück für einen Schauspieler (UA Meissen, 2002)
- Stöpsel, deine Heimat ist die Spüle. Groteske für zwei Schauspieler. Köln (Hartmann & Stauffacher Verlag) 2007. UA an der Bühne Wittenberg.[13]
- Das Ziel ist im Weg, Komödie, zusammen mit Michael Frowin und Hans Holzbecher (2021)[14]

### Eigene Kabarettprogramme
- 2010–2014 Spätzünder, vierteljährliche Late-Night-Show mit Erik Lehmann, Philipp Schaller, Michael Feindler und der Rostocker Band Les Bummms Boys, Regie: Mario Grünewald, Herkuleskeule Dresden
- 2013 Wir geben unser Bestes, zus. m. Erik Lehmann, Herkuleskeule Dresden
- 2016 Wir werden’s euch besorgen!, politisches Kabarett mit Philipp Schaller und Manfred Breschke, Dresdner Kabarett Breschke & Schuch
- 2017 Mit vollen Hosen sitzt man weicher, Soloprogramm[15][16]
- 2020 Sie mich auch, Soloprogramm, Herkuleskeule Dresden
- 2022 Wir drehen am Rad, Ensembleprogramm mit der Herkuleskeule Dresden zu dessen 60-jährigen Jubiläum

### Kabarettprogramme für Andere
- 2001 Flugangst, mit Ellen Schaller, Regie: Ullrich Schwarz
- 2002 Selber doof, politisches Kabarett mit Gisela Oechelhaeuser
- 2003 Weihnachten oder Möglichkeiten der Folter im 21. Jahrhundert, mit Kathy Leen
- 2004 Nichts Böses. Einfach mal Rübe ab, politisches Kabaretttheater mit Gisela Oechelhaeuser
- 2005 Zwischen nicht mehr und noch nicht, Jugendweiheprogramm mit Kathy Leen, Schlagzeug, Ballett und Klavier
- 2006 Freie Radikale – Wie wir leben, politisches Kabarett mit Gisela Oechelhaeuser
- 2007 Mord im Grünen Gewölbe, Kriminalkomödie zus. m. Michael Frowin, Regie: Michael Frowin, Theater Wechselbad Dresden
- 2008 Allgemeine Mobilmachung, politisches Kabarett mit Gisela Oechelhaeuser, Regie: Peter Tepper
- 2008 Der Killer vom Blauen Wunder, zus. m. Michael Frowin, Theater Wechselbad Dresden
- 2008 Leichenschmaus im Frauenhaus, mit Lina Wendel, Regie: Peter Tepper
- 2008 Zu geil für diese Welt, zus. m. Ellen Schaller, Regie: Gerald Gluth, Kabarett Chemnitz
- 2009 Lachen in Zeiten der Cholera, zus. mit Michael Frowin, Regie: Michael Frowin, Rüdiger Volkmer, Distel Berlin
- 2009 Leichenschmaus im Frauenhaus, mit Barbara Schüler, Regie: Clara Widmer, Clack-Theater Wittenberg
- 2010 Demokratie ist Scheisse – und das mein‘ ich ernst, politisches Kabarett mit Gisela Oechelhaeuser
- 2010 Du bist nur der Arsch, mit Lina Wendel, Regie: Gisela Oechelhaeuser
- 2011 Aussteigen für Einsteiger, zus. m. Michael Frowin
- 2012 Anschnallen!, zus. m. Michael Frowin, Regie: Rüdiger Volkmer
- 2012 Rettet die Kaffeefahrt, zus. mit Michael Frowin, Regie: Michael Frowin, Academixer Leipzig
- 2013 Beruhigt Euch! Schöner wird’s nicht, politisches Kabarett mit Gisela Oechelhaeuser
- 2013 Keine Kunst, politisches Kabarett mit Thomas Quasthoff und Michael Frowin, Die Wühlmäuse Berlin
- 2015 Der Frauenversteher, politisches Kabarett mit Erik Lehmann, Regie: Mario Grünewald
- 2015 Einpacken Frau Merkel, zus. mit Michael Frowin
- 2015 Selber schuld, politisches Kabarett mit Gisela Oechelhaeuser[17]
- 2017 Wenn Deutsche über Grenzen gehen, Distel Berlin, zus. mit Michael Frowin, Regie: Michael Frowin[18]
- 2018 Betreutes Denken. Die besten Texte von Philipp Schaller, Herkuleskeule Dresden, mit Nancy Spiller und Alexander Pluquett, Regie: Mario Grünewald

### Hörbuch
- 2010 Beitrag in: Feridun Zaimoglu (Hrsg.): Bloß keinen Grießbrei an Heiligabend. Hörbuch, Hamburg 2010. ISBN 978-3-89903-183-6

### TV
- 2010–2018 Kanzleramt Pforte D, MDR Fernsehen, als Autor für Michael Frowin